# Bernin
Bernin is een gemeente in het Franse departement Isère (regio Auvergne-Rhône-Alpes). De plaats maakt deel uit van het arrondissement Grenoble. Bernin telde op 1 januari 2022 3.230 inwoners.

## Geografie
De oppervlakte van Bernin bedroeg op 1 januari 2022 7,67 vierkante kilometer; de bevolkingsdichtheid was toen 421,1 inwoners per km².

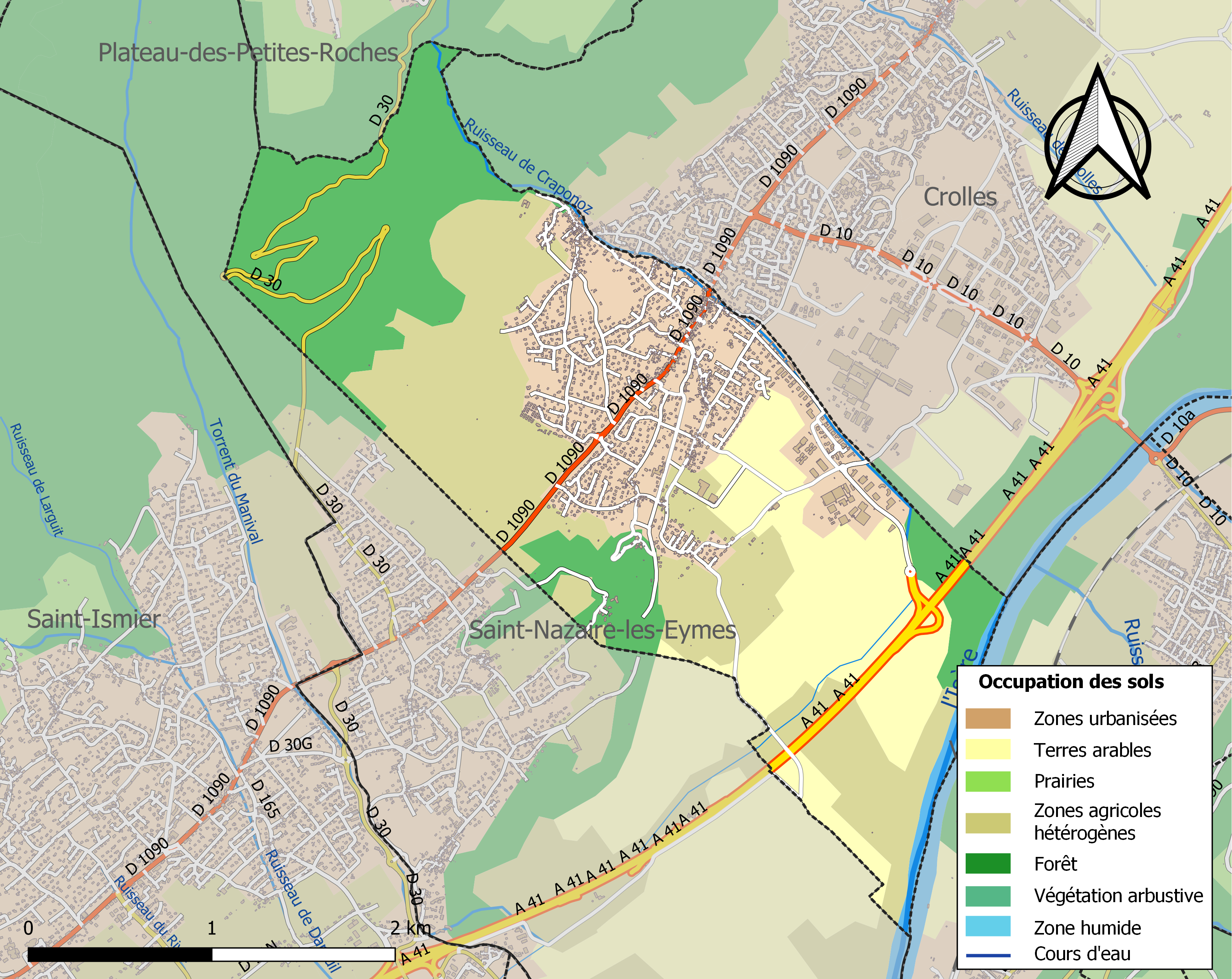
Kaart van de gemeente met de belangrijkste infrastructuur, bodemgebruik en omliggende gemeenten

## Demografie
Onderstaande figuur toont het verloop van het inwonertal (bron: INSEE-tellingen).